# Aeraport Homel
Aeraport Homel (ryska: Аэропорт Гомель, belarusiska: Аэрапорт Гомель) är en flygplats i Belarus.   Den ligger i voblasten Homels voblast, i den östra delen av landet, 280 kilometer sydost om huvudstaden Minsk. Aeraport Homel ligger 143 meter över havet.
Terrängen runt Aeraport Homel är mycket platt. Runt Aeraport Homel är det tätbefolkat, med 257 invånare per kvadratkilometer.. Närmaste större samhälle är Homel, 10,6 kilometer söder om Aeraport Homel.
Runt Aeraport Homel är det i huvudsak tätbebyggt.